# Thutmosis (Kronprinz)

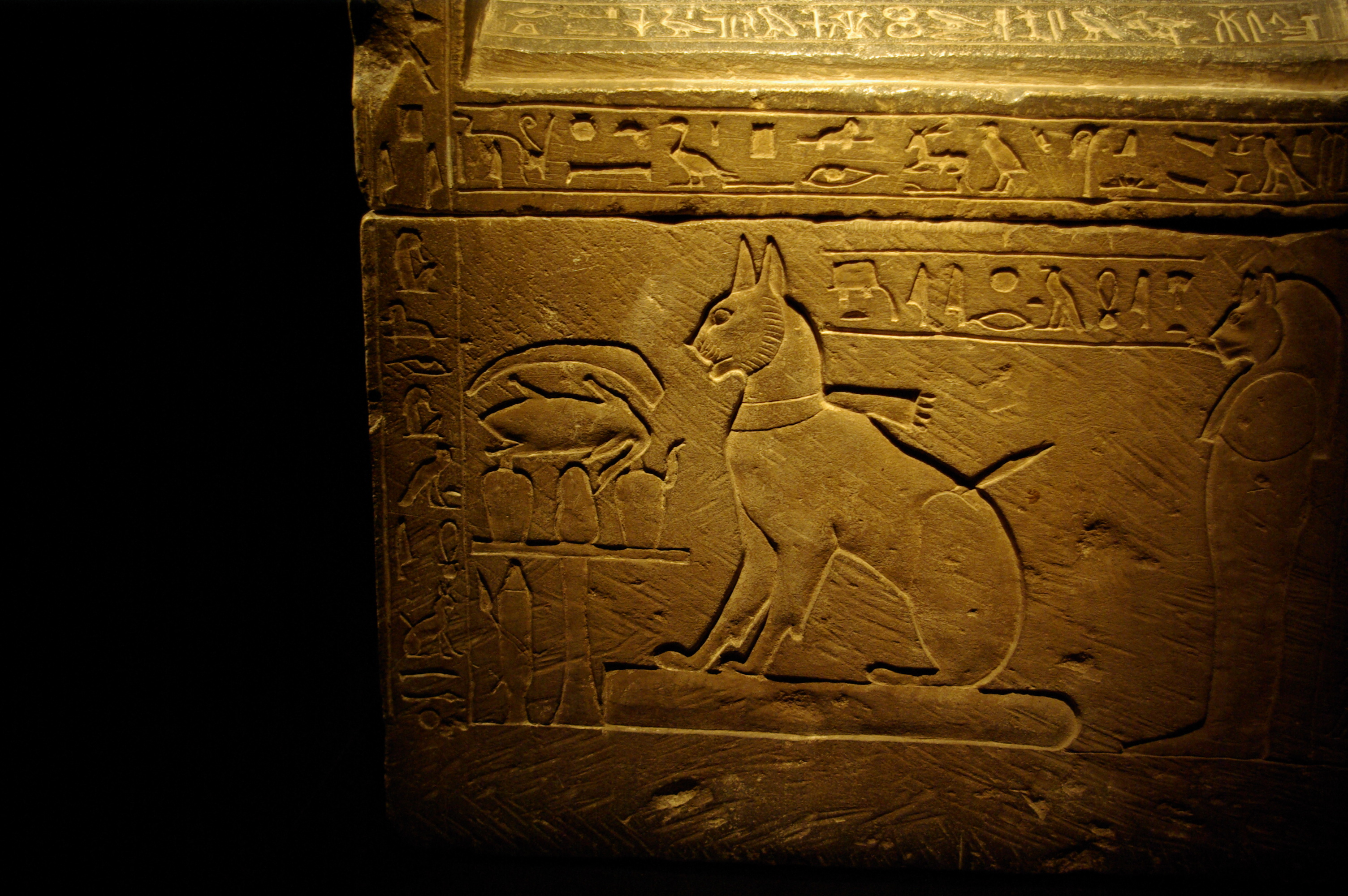
Sarkophag der Katze des Thutmosis, „Ta-miat“

Thutmosis, auch Djehutimes, Djehutimessu oder Djehutimose, war der erstgeborene Sohn des Königs (Pharao) Amenophis III. und dessen Großer Königlichen Gemahlin Teje. Wegen seines frühen Todes übernahm später sein Bruder Echnaton als Thronfolger das Amt des Königs.

## Belege
Seine königlichen Titel sind unter anderem auf dem Sarkophag seiner Katze erhalten: „Setem-Priester“, „Prinz“, „Aufseher über die Priester von Ober- und Unterägypten“ und „Hohepriester des Ptah“ in Memphis.
Der 1892 bei Memphis gefundene Sarkophag seiner Katze Ta-miat, auch Ta-miaut (übersetzt: „die Katze“), befindet sich heute im Ägyptischen Museum Kairo. Prinz Thutmosis erscheint zusammen mit seinem Vater auf einem Relief aus dem Serapeum in Sakkara, wo er das Begräbnis eines Apisstieres herrichtete.

## Sein Tod
Thutmosis starb wahrscheinlich im letzten Drittel der Herrschaft seines Vaters.